# Susanne Mierau

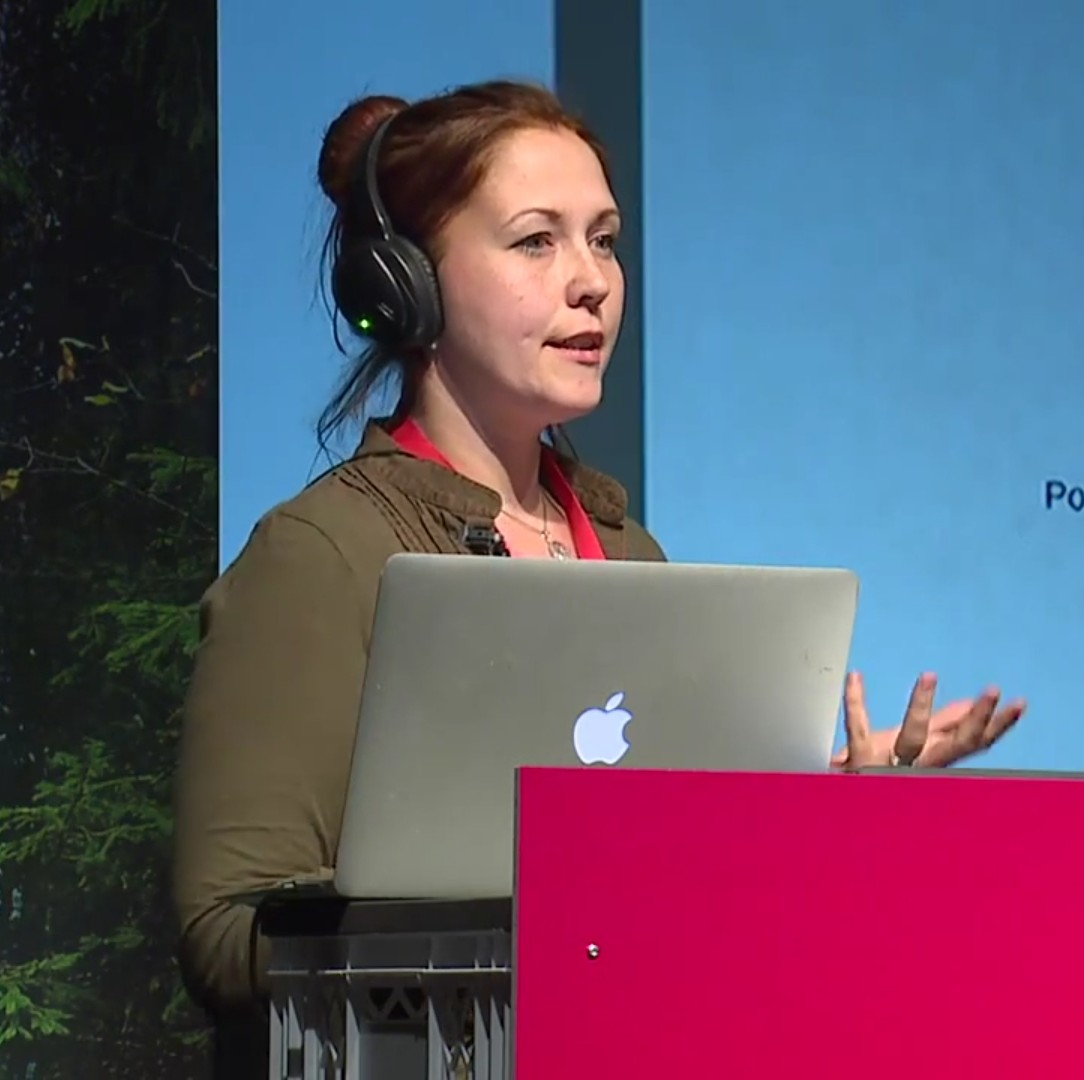
Susanne Mierau (2014)

Susanne Mierau (* 1980 in Berlin) ist eine deutsche Autorin, Bloggerin und Kleinkindpädagogin. Sie schrieb Bücher über das Aufwachsen von Kindern, Kinderrechte und Mutterschaft.

## Leben
Mierau studierte Pädagogik mit Schwerpunkt Kleinkindpädagogik und den Nebenfächern Psychologie und Soziologie an der Freien Universität Berlin und arbeitete dort in Forschungsprojekten von Kuno Beller und Wolfgang Tietze. Nach ihrem Studium arbeitete sie am Arbeitsbereich Kleinkindpädagogik der Freien Universität Berlin in Forschung und Lehre. Sie besuchte u. a. Weiterbildungen bei der Gesellschaft für Geburtsvorbereitung und erwarb 2011 die Zulassung als Heilpraktikerin. 2012 gründete sie das Blog Geborgen Wachsen.
Susanne Mierau wohnt mit ihrem Mann und drei Kindern in einem Dorf in Brandenburg.

## Schaffen
Zu ihren Themenschwerpunkten gehört die Bindungstheorie, Mutterschaft und das Themenfeld der Digitalen Eltern, über die sie erstmals 2014 auf der republica sprach. Sie prägte den Begriff „Online Eltern-Clan“. In einem Interview zeigte sie sich sehr begeistert von den Erziehungsratgebern Jesper Juuls. Sie vertritt den Standpunkt, dass Mütter und Väter nach der Geburt gleichermaßen geeignet sind, eine enge Bindung zum Kind aufzubauen und dass eine gute frühe außerfamiliare Betreuung keine Schäden an diesen Bindungen hervorrufe.
Susanne Mierau ist Aktivistin für Familien- und Kinderrechte. So setzt sich für die selbstbestimmte Geburt ein und fordert bessere Rahmenbedingungen für Geburten in Deutschland.
2018 machte Susanne Mierau zusammen mit der Hebamme und Bloggerin Anja Gaca den Aprilscherz „Die Autogeburt“, um auf die schlechte Situation der Geburtshilfe in Deutschland hinzuweisen. Unter #autogeburt ging der Aprilscherz auf Twitter viral.

## Werke
- 2012: „FABELhaft durchs erste Babyjahr“, Ökotopia
- 2016: „Geborgen wachsen: Wie Kinder glücklich groß werden“, Kösel
- 2017: „Geborgene Kindheit – Kinder vertrauensvoll und entspannt begleiten“, Kösel
- 2017: „Was Du alles nicht brauchst für Dein Baby“, Geborgen Wachsen Verlag
- 2017: „ICH! WILL! ABER! NICHT!“, Gräfe und Unzer
- 2018: „Mein Schreibaby verstehen und begleiten“, Gräfe und Unzer
- 2018: „Rundum geborgen“, Kösel
- 2019: „Einfach Familie Leben“, Knesebeck
- 2019: „Mutter.Sein.: Von der Last eines Ideals und dem Glück des eigenen Wegs“, Beltz
- 2021: „Frei und unverbogen. Kinder ohne Druck begleiten und bedingungslos annehmen“, Beltz
- 2022: „New Moms for Rebel Girls. Unsere Töchter für ein gleichberechtigtes Leben stärken“ Beltz
- 2023: Auf Augenhöhe durch die Kleinkindzeit: 60 Praxiskarten für den Elternalltag. Illustriert von Nadine Roßa. Beltz, Hamburg 2023.
- 2023: Füreinander sorgen. Warum unsere Gesellschaft ein neues Miteinander braucht. Rowohlt, Hamburg 2023, ISBN 978-3-499-01059-0.
- 2024: Das Geheimnis einer glücklichen Kindheit - Masterbook. 2024 (meetyourmaster.de).
- 2024: Das Schlafbuch für die ganze Familie : mehr Ruhe, Energie und Ausgeglichenheit für Babys, Kinder und Eltern. Mit Illustrationen von Nadine Roßa. Beltz, 2024, ISBN 978-3-407-86792-6.
- 2024: Mein kleines Schlafnest. Illustriert von Agnes Ofner. Beltz, 2024, ISBN 978-3-407-75951-1.
- 2025: Emotional Load: wie Mütter frei von emotionaler Überlastung werden. Mit Illustrationen von Johanna Augustin. Beltz, Weinheim 2025, ISBN 978-3-407-86833-6.